# ميارا والش
 ميارا مينيزيس والش  (مواليد 18 فبراير 1988 سياتل، واشنطن، الولايات المتحدة) ممثلة ومغنية برازيلية أمريكية اشتهر عن دورها
آنا سوليس في مسلسل ربات بيوت يائسات الموسم السادس على قناة أي بي سي ودورها مينا باروم في المسلسل التلفزيوني الكوميدي  كوري إن ذا هاوس على قناة ديزني .

## روابط خارجية
- ميارا والش على موقع IMDb (الإنجليزية)
- ميارا والش على موقع ميتاكريتيك (الإنجليزية)
- ميارا والش على موقع روتن توميتوز (الإنجليزية)
- ميارا والش على موقع قاعدة بيانات الأفلام العربية
- ميارا والش على موقع ألو سيني (الفرنسية)
- ميارا والش على موقع ميوزك برينز (الإنجليزية)
- ميارا والش على موقع أول موفي (الإنجليزية)
- ميارا والش على موقع إن إن دي بي (الإنجليزية)
- ميارا والش على موقع قاعدة بيانات الفيلم (الإنجليزية)
- ميارا والش على موقع ليتربوكسد (الإنجليزية)